# Václav Vlček (brigádní generál)
Václav Vlček (9. května 1897 Uhlířské Janovice – 5. ledna 1971 Montréal) byl československý legionář, generál a příslušník československé armády v zahraničí v období druhé světové války.

## Život

### Před první světovou válkou
Václav Vlček se narodil 9. května 1897 v Uhlířských Janovicích na Kutnohorsku v rodině Václava Vlčka a Julie, rozené Valdsteinové. Základní školu vychodil v Litomyšli, poté vystudoval vyšší reálné gymnázium v Domažlicích, kde v roce 1915 rovněž maturoval.

### První světová válka
Po ukončení studií byl Václav Vlček 5. srpna 1915 odveden do c. a k. armády a zařazen k pěšímu pluku 36 v Debrecíně. V září téhož roku byl přeložen k pěšímu pluku 83 do Vídně a 6. května 1916 odeslán na ruskou frontu. Zde 18. června téhož roku u Lucku zběhl. Po ročním pobytu v zajateckém táboře vstoupil 6. srpna 1917 do Československých legií. Po absolvování důstojnické školy v Kyštymu působil jako velitel čety a oddílu. Absolvoval Sibiřskou anabázi a do Československa se vrátil 14. ledna 1921. V závěru svého působení v legiích zastával post druhého pobočníka pěšího pluku 1 a poté zástupce prvního pobočníka. Dosáhl hodnosti nadporučíka.

### Mezi světovými válkami
Po návratu do Československa působil Václav Vlček na různých funkcích do roku 1923 v Českých Budějovicích a do roku 1925 v Dolním Kubíně. Od listopadu 1925 do června 1926 působil jako instruktor ve škole pro důstojníky v záloze v Košicích, poté se vrátil do Dolního Kubína do funkce velitele roty. Mezi říjnem 1927 a zářím 1930 studoval na Vysoké škole válečné v Praze, poté rok působil jako přednosta 3. oddělení štábu 2. divize v Plzni. Následně zastával funkce referentů na hlavním štábu při Ministerstvu národní obrany v Praze. V roce 1933 absolvoval tříměsíční zkušenou u štábů a zbraní v Polsku, v roce 1937 nastoupil roční zkušenou u zbraní a vyššího velení ve Francii. Do Československa se navrátil po podepsání Mnichovské dohody a 1. října 1938 nastoupil jako pedagog na Vysoké škole válečné v Praze. Dosáhl hodnosti podplukovníka. Působil i jako činovník Junáka, mj. se v něm spolupodílel na zavádění branné výchovy.

### Druhá světová válka
Po německé okupaci v březnu 1939 vstoupil Václav Vlček do protinacistického odboje v řadách Obrany národa, ale z důvodu hrozícího zatčení gestapem byl nucen ilegálně opustit Protektorát Čechy a Morava a přes Polsko a Francii odejít do Spojeného království. Zde do 1. října 1939 vedl československou vojenskou expozituru, o den později byl zařazen do Československé armády ve Francii a ustanoven přednostou odboru československé vojenské správy v Paříži. Po jejím pádu se v červnu 1940 evakuoval zpět do Spojeného království, kde od 27. září do 2. listopadu 1941 působil jako styčný důstojník u belgické vlády. Zároveň působil jako styčný důstojník a přednosta vojensko-propagačního oddělení u československého ministerstva zahraničních věcí a to do 31. října 1944. Následně byl ustanoven přednostou 3. oddělení Hlavního štábu. Dosáhl hodnosti brigádního generála.

#### Osudy rodiny Václava Vlčka
Manželka Božena Vlčková a synové Luděk a Zbyněk museli po odchodu Václava Vlčka opustit státní byt a odstěhovat se na Žižkov. Manželka a starší syn se zapojili do protinacistického odboje. V období první Heydrichiády začalo gestapo se zatýkáním rodinných příslušníků "nezvěstných" důstojníků a proto se Božena Vlčková ukryla, synové zůstali v péči hospodyně Aloisie Kotynkové. Když gestapo nenalezlo Boženu Vlčkovou, zatklo oba syny, společně s nimi se nechala zatknout i Aloisie Kotynková. Po neúspěšných výsleších, kdy se gestapo snažilo zjistit pobyt jejich rodičů, byl třináctiletý Zbyněk propuštěn svěřen opět do péče rovněž propuštěné Aloisie Kotynkové a byl nucen se na gestapu pravidelně hlásit. Sedmnáctiletý Luděk byl postupně vězněn na Pankráci, terezínské Malé pevnosti a koncentračním táboře Gross-Rosen, kde 27. prosince 1942 zemřel. Božena Vlčková byla po roce skrývání zatčena, věznění ale přežila a dočkala se konce druhé světové války.

### Po druhé světové válce
Do Československa se Václav Vlček vrátil 5. června 1945 a nastoupil do funkce přednosty 1. oddělení hlavního štábu Ministerstva národní obrany. Na konci roku 1945 se stal velitelem divize v Českých Budějovicích, o rok později velitelem armádního sboru v Banské Bystrici. K 1. červnu 1948 byl komunistickou mocí přeložen do výslužby, když byl již předtím zbaven funkce. Na podzim téhož roku emigroval přes západní okupační zóny Německa do s manželkou Boženou a mladším synem Zbyňkem do Kanady. V červnu 1949 byl v nepřítomnosti odsouzen k trestu smrti. Žil v Montréalu, kde byl aktivní v krajanských sdruženích a kde 5. ledna 1971 také zemřel.

## Publikační činnost
- V roce 1942 vydal Václav Vlček pod pseudonymem V. Vuk publikaci Proti přesile, která se stala prvním literárním dílem věnovaným vzniku a působení 1. československé divize ve Francii 1939-1940.

## Vyznamenání
- 1920 Československý válečný kříž 1914–1918
- 1922 Croix de guerre avec palme
- 1930 Řád rumunské hvězdy
- 1944 Československá medaile za zásluhy I. stupně